# Niwa (tygodnik)
Niwa (biał. Ніва) – tygodnik mniejszości białoruskiej w Polsce, wydawany w języku białoruskim w Białymstoku. Redaktorem naczelnym jest Eugeniusz Wappa. Gazeta opisuje życie codzienne Białorusinów w Polsce, działalność organizacji społecznych, publikuje materiały krajoznawcze, zamieszcza artykuły dotyczące aktualnych wydarzeń na Białorusi. Dla dzieci przeznaczona jest wkładka „Зорка” (Zorka), periodycznie wydawane są inne wkładki tematyczne.

## Historia
W 1955 na szczeblu KC PZPR zadecydowano o konieczności powołania do życia organizacji dla zamieszkałych w Polsce mniejszości białoruskiej i ukraińskiej oraz odpowiednich związanych z tymi organizacjami organów prasowych. Do zorganizowania redakcji tygodnika białoruskiego został wyznaczony Jerzy Wołkowycki. Pierwsze informacje o planach wydawania białoruskiego pisma upublicznione zostały 13 stycznia 1956 w „Gazecie Białostockiej”. Pojawienie się tej informacji wywołało wówczas falę negatywnych reakcji ze strony polskiej społeczności Białostocczyzny. Pierwszy numer pisma pojawił się w sprzedaży 4 marca 1956.
Pismo w założeniu miało spełniać rolę pasa transmisyjnego, kierującego idee socjalistyczne do środowiska polskich Białorusinów i, jak każde ówczesne czasopismo, poddawane było cenzurze. Tematyka gazety była jednak dosyć różnorodna, publikowano w niej artykuły poświęcone gospodarce (przede wszystkim o tematyce rolnictwa i życia na wsi) i problemom społecznym. Dużo miejsca poświęcano historii, literaturze, kulturze i oświacie, drukowano w niej również wiersze i opowiadania dla młodzieży, gdyż czasopismo zaczęło służyć jako pomoc dydaktyczna do lekcji języka białoruskiego w szkołach na Białostocczyźnie.
Na początku lat 70. nakład tygodnika wynosił 7 tysięcy egzemplarzy, a w okolicach Hajnówki i Bielska Podlaskiego to właśnie „Niwa” miała najwięcej prenumeratorów pośród wszystkich dostępnych tytułów prasowych. Wpływ na to miała liczna sieć wiejskich korespondentów, którzy zamieszczali informacje niedostępne w innych czasopismach.
Pod patronatem redakcji rozwijał się również białoruski ruch literacki, gdyż łamy pisma stało się naturalnym miejscem dla debiutu młodych twórców (między innymi Aleksander Barszczewski, Wiktor Szwed, Sokrat Janowicz, Jan Czykwin). Pisarze ci doprowadzili później do instytucjonalizacji swojego ruchu w postaci Białoruskiego Stowarzyszenia Literackiego „Białowieża”.
Mimo ściśle świeckiego charakteru i kontroli sprawowanej przez władzę ludową tygodnik starał się przemycać również tematy religijne, podtrzymując prawosławną tożsamość Białorusinów. Duży rezonans zyskał między innymi reportaż Włodzimierza Pawluczuka i Jerzego Wołkowyckiego z uroczystości na Górze Grabarce, który ukazał się w piśmie w latach 60. czy zamieszczony w numerze z 26 kwietnia 1981 wywiad Mikołaja Hajduka z metropolitą warszawskim i całej Polski Bazylim. Wielką popularność zyskały także dodawane corocznie do tygodnika naścienne kalendarze, w których wyróżniano święta prawosławne.
Do 1990 oficjalnym wydawcą „Niwy” było Białostockie Wydawnictwo Prasowe RSW „Prasa-Książka-Ruch”. Po jego rozwiązaniu opiekę nad pismem sprawował formalnie Zarząd Główny Białoruskiego Towarzystwa Społeczno-Kulturalnego. Decyzja o przeniesieniu redakcji do siedziby BTSK spowodowała protest zespołu redakcyjnego, który obawiał się utraty niezależności pisma. 29 kwietnia 1992 odbyło się spotkanie Bogumiły Berdychowskiej (przedstawicielki Ministerstwa Kultury i Sztuki) z reprezentantami mniejszości białoruskiej, na którym ustalono, iż wydawcą pisma powinna stać się rada programowa, grupująca wszystkie środowiska białoruskie w Polsce. Białoruskie Towarzystwo Społeczno-Kulturalne postanowiło nie wchodzić w skład tak powołanej «Rady Programowej Tygodnika Białorusinów w Polsce „Niwa”».
W 2003 «Rada Programowa Tygodnika Białorusinów w Polsce „Niwa”» została niesłusznie oskarżona o niezgodne z prawem wydawanie dotacji budżetowej. Postępowanie wszczęte zostało przez Prokuraturę Rejonową Białystok-Południe, a 14 lutego 2006 rozpoczął się proces w Sądzie Rejonowym w Białymstoku. W obronie oskarżonych wystąpiły niemal wszystkie organizacje białoruskie w Polsce. Listy w obronie tygodnika do najwyższych władz państwowych skierowało również między innymi stu przedstawicieli inteligencji twórczej z Białorusi, Zrzeszenie Białorusinów Świata „Baćkauszczyna”, Związek Pisarzy Białoruskich czy Towarzystwo Kultury Białoruskiej na Litwie. Ostatecznie wyrokiem Sądu Okręgowego w Białymstoku z 16 maja 2006 wszyscy oskarżeni zostali oczyszczeni z zarzutów. Sprawie „Niwy” towarzyszył szereg nieprzychylnych tygodnikowi artykułów w prasie lokalnej oraz atmosfera nagonki w dyskusjach internetowych.
14 października 2006 w Białymstoku odbyły się obchody związane z 50-leciem tygodnika. Zgromadziły one działaczy białoruskich z całego świata (między innymi Iwonka Surwiłła i Wincuk Wiaczorka). W związku z obchodami opublikowano również jubileuszowy album poświęcony historii tygodnika pod tytułem Niva – čas i ludzi 1956-2006.

## Redaktorzy naczelni

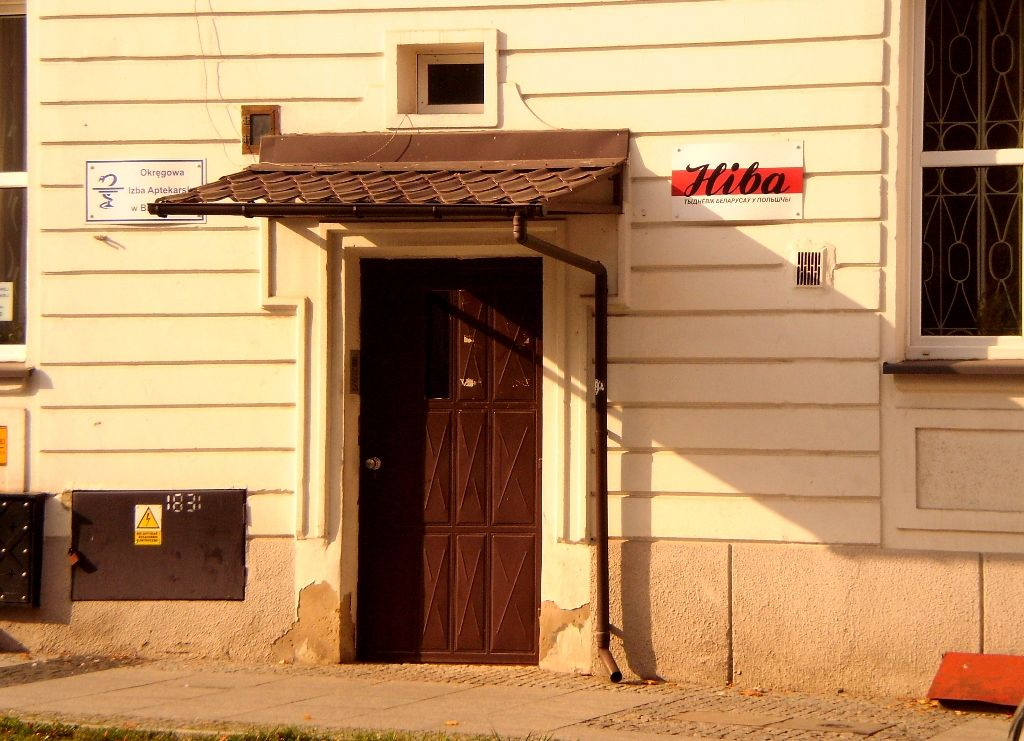
Wejście do redakcji tygodnika „Niwa” na ulicy Zamenhofa 27 w Białymstoku

Stanowisko redaktora naczelnego „Niwy” obejmowali kolejno:
1. Jerzy Wołkowycki – od 1 lutego 1956 do 30 grudnia 1987;
2. Witalis Łuba – od 15 stycznia 1988 do 5 sierpnia 1992;
3. Eugeniusz Mironowicz – od 6 sierpnia 1992 do 14 grudnia 1997;
4. Witalis Łuba – od 15 grudnia 1997 do 31 grudnia 2003;
5. Eugeniusz Wappa – od 1 stycznia 2004.